# Pérola (Paraná)
Pérola ist ein brasilianisches Munizip im Nordwesten des Bundesstaats Paraná. Es hat 10.446 Einwohner (2022), die sich Perolenser nennen. Seine Fläche beträgt 241 km². Es liegt 436 Meter über dem Meeresspiegel.

## Etymologie
Pérola wurde nach Pérola Ellis Byington benannt, der Mutter von Alberto Jackson Byington Júnior. Alberto war der Sohn des Industriellen aus São Paulo, der die Kolonisierungsgesellschaft gründete.

## Geschichte

### Besiedlung
Um 1957 entwarf die Firma Byington für die Gemeinde Pérola einen Besiedlungsplan. Er orientierte sich an den Richtlinien, die England in seinen Kolonien anwandte. Demnach wurden die Zufahrtsstraßen zu den ländlichen Grundstücken auf den Höhenrücken angelegt. Zu Beginn des Kolonisierungsprozesses nahm die Landwirtschaft den wichtigsten Platz in der Wirtschaft der Gemeinde ein. In jüngster Zeit spiegelt die Viehzucht zusammen mit anderen Kulturen wie Baumwolle, Mais und Bohnen die neue wirtschaftliche Realität der Gemeinden wider.
Die Straßen von Pérola wurden ursprünglich nach Edelsteinen wie Turmalin, Topas oder Zirkon benannt, daher auch der Name Pérola, Cidade Jóia. Aber am 23. September 1973 wurden die Straßennamen auf Antrag eines Bürgers durch Namen historischer Persönlichkeiten ersetzt, damit diese "von der Bevölkerung nicht vergessen werden".

### Erhebung zum Munizip
Pérola wurde durch das Staatsgesetz Nr. 5395 vom 14. September 1966 aus Xambrê ausgegliedert und in den Rang eines Munizips erhoben.

## Geografie

### Fläche und Lage
Pérola liegt auf dem Terceiro Planalto Paranaense (der Dritten oder Guarapuava-Hochebene von Paraná). Seine Fläche beträgt 241 km². Es liegt auf einer Höhe von 436 Metern.

### Vegetation
Das Biom von Pérola ist Mata Atlântica.

### Klima
Das Klima ist tropisch. Es werden hohe Niederschlagsmengen verzeichnet (1636 mm pro Jahr). Im Jahresdurchschnitt liegt die Temperatur bei 22,9 °C. Die Klimaklassifikation nach Köppen und Geiger lautet Af.

### Gewässer
Pérola liegt im Einzugsgebiet des Rio Paraná und des Rio Piquiri. Der nördliche Teil des Munizips wird zum rechten Paraná-Nebenfluss Rio Paracaí entwässert. Zum Piquiri fließt der Rio Xambrê, der die südöstliche Grenze des Munizips bildet.

### Straßen
Pérola ist über die PR-182 mit Umuarama im Osten verbunden. Über die PR-496 kommt man im Westen nach Altônia.

### Nachbarmunizipien
| Esperança Nova          |                                             |                |
| São Jorge do Patrocínio | Kompassrose, die auf Nachbargemeinden zeigt | Xambrê         |
| Altônia                 | Iporã                                       | Cafezal do Sul |

## Stadtverwaltung
Bürgermeisterin: Valdete Carlos Oliveira Gonçalves da Cunha, PP (2021–2024)
Vizebürgermeister: Everton Poletine Borges, PP (2021–2024)

## Demografie

### Bevölkerungsentwicklung
| Jahr | Einwohner | Stadt | Land |
| ---- | --------- | ----- | ---- |
| 1970 | 26.942    | 14 %  | 86 % |
| 1980 | 21.531    | 32 %  | 68 % |
| 1991 | 15.046    | 50 %  | 50 % |
| 2000 | 9.282     | 71 %  | 29 % |
| 2010 | 10.208    | 79 %  | 21 % |
| 2022 | 10.446    |       |      |

Quelle: IBGE, bis 2010: Volkszählungen und Volkszählung 2022

### Ethnische Zusammensetzung
| Gruppe * | 1991    | 2000    | 2010    | wer sich als …                                                                   |
| --- | ------- | ------- | ------- | -------------------------------------------------------------------------------- |
| Weiße | 67,9 %  | 72,3 %  | 65,6 %  | weiß bezeichnet                                                                  |
| Schwarze | 1,6 %   | 2,6 %   | 3,0 %   | schwarz bezeichnet                                                               |
| Gelbe | 0,2 %   | 0,4 %   | 0,5 %   | von fernöstlicher Herkunft wie japanisch, chinesisch, koreanisch etc. bezeichnet |
| Braune | 30,3 %  | 24,4 %  | 30,9 %  | braun oder als Mischung aus mehreren Gruppen bezeichnet                          |
| Indigene | 0,0 %   | 0,1 %   | 0,0 %   | Ureinwohner oder Indio bezeichnet                                                |
| ohne Angabe | 0,0 %   | 0,3 %   | 0,0 %   |                                                                                  |
| Gesamt | 100,0 % | 100,0 % | 100,0 % |                                                                                  |
| *) Das IBGE verwendet für Volkszählungen ausschließlich diese fünf Gruppen. Es verzichtet bewusst auf Erläuterungen. Die Zugehörigkeit wird vom Einwohner selbst festgelegt. |         |         |         |                                                                                  |

Quelle: IBGE (Stand: 1991, 2000 und 2010)